# The Congos

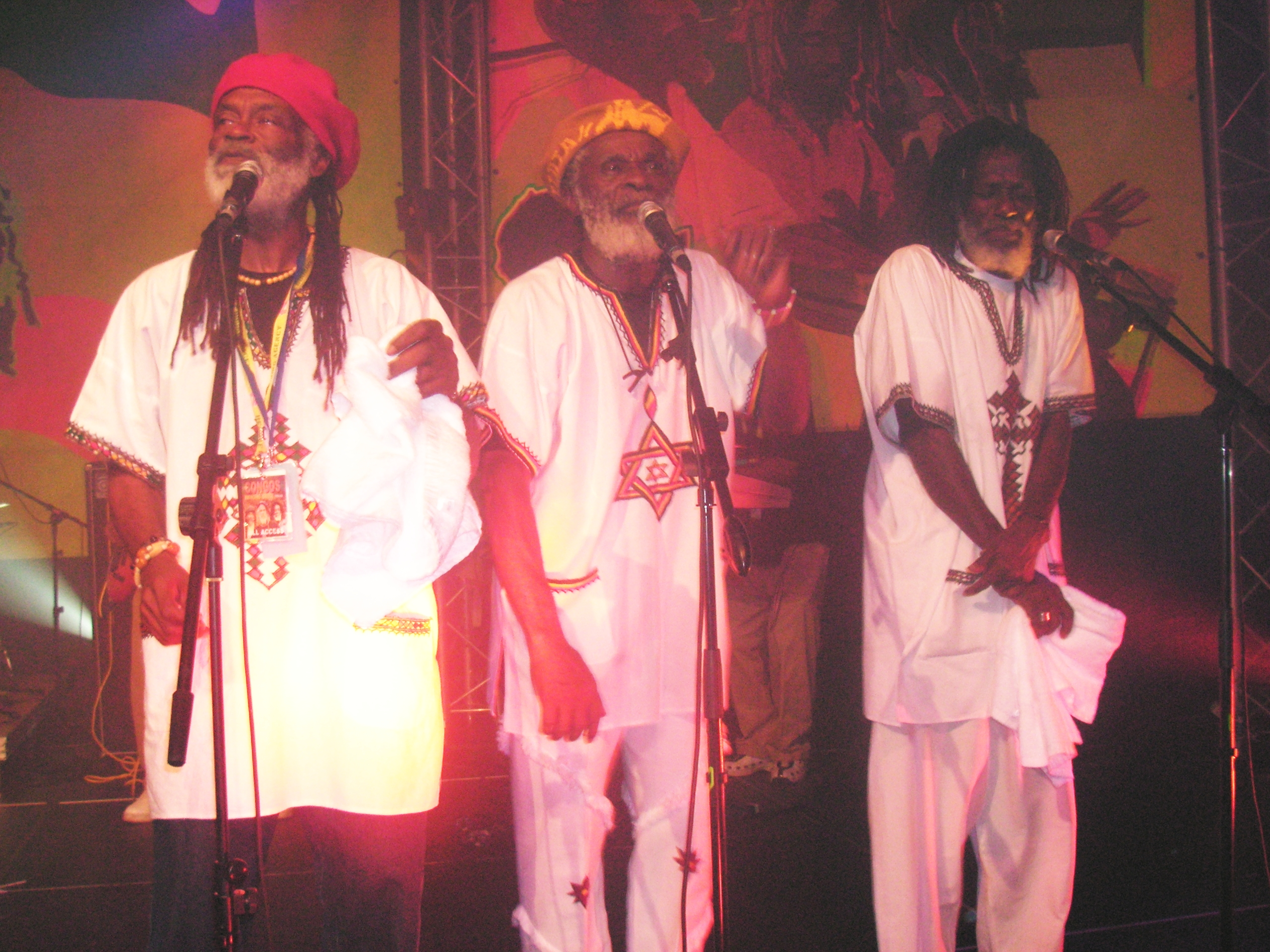
The Congos

The Congos sind eine Reggae-Gruppe aus Jamaika, die seit Mitte der 1970er Jahre bis in die Gegenwart unregelmäßig aktiv ist. Die größte Bekanntheit erlangten sie durch ihr Album Heart of the Congos, das sie mit Lee „Scratch“ Perry aufnahmen.

## Geschichte
The Congos gründeten sich als Trio: „Ashanti“ Roy Johnson (Tenor) (geb. Roydel Johnson, 1947, Hanover), Cedric Myton (Falsetto) (geb. 1947, Saint Catherine), Watty Burnett (Bariton) (geb. Anfang der 1950er, Port Antonio).
Myton war vorher (in den späten 1960er Jahren) Mitglied von The Tartans (zusammen mit Prince Lincoln Thompson, Devon Russell und Lindburgh Lewis), und der Gruppe von Ras Michael. Außerdem hatte er mit Thompsons Royal Rasses Mitte der 1970er Jahre Aufnahmen gemacht. Er gründete The Congos, anfangs als Duo mit Johnson, das die Single „At the Feast“ für Lee „Scratch“ Perry aufnahm. Perry erweiterte die Gruppe mit Burnett zu einem Trio, das 1977 das klassische Roots-Reggae-Album Heart of the Congos in Perry’s Black-Ark-Studio aufnahm. Auf dem Album kamen illustre Hintergrundsänger vor, wie z. B. Gregory Isaacs, The Meditations und Barry Llewellyn and Earl Morgan von den The Heptones. Das Album wurde beschrieben als „das durchweg brillanteste Album in Scratchs ganzer Karriere“.
Perrys vorangegangene Produktionen von Max Romeo und Junior Murvin sind dank eines Deals mit Island Records große kommerzielle Erfolge geworden. Perry aber hatte zu der Zeit in der das Congos-Album fertig wurde Auseinandersetzungen mit Island, weshalb es auf seinem eigenen Black-Ark-Label veröffentlicht wurde, was den Erfolg in Übersee begrenzte und einen Bruch mit der Gruppe auslöste. The Congos gingen ihre eigenen Wege und organisierten selbst eine limitierte Pressung des Albums. Das englische Label Go Feet Records gab das Album letztendlich 1980 wieder heraus obwohl die Gruppe seit dem Bruch mit Perry neues Material aufgenommen hatte. Heart of the Congos stellte sich als schwer zu überbieten heraus und ihre anderen Releases waren folglich weniger erfolgreich. Alben wie Congo Ashanti waren karger und klangen gewöhnlich im Vergleich zu Perrys massiven Produktionen.
Burnett verließ die Gruppe, bald gefolgt von Johnson, der eine Solo-Karriere begann. Myton nahm mit verschiedenen anderen Musikern bis Mitte der 1980er Jahre weiter als „The Congos“ auf.
Mitte der 1990er formierten sich The Congos wieder, mit Myton und Burnett, begleitet von Lindburgh Lewis. Mehrere Alben folgten in den anschließenden Jahren. 2005 nahm Myton Give Them the Rights auf – mit einer Menge mitwirkender Sänger und berühmten Musikern wie Sly and Robbie und Earl "Chinna" Smith und sehr im Stile der spirituellen 70er-Jahre Wurzeln.
Das britische Reggae-Revival Label Blood and Fire veröffentlichte 2006 das Album Fisherman Style, das eine neu abgemischte Version des Klassikers „Fisherman“ aus Heart of the Congos enthält sowie neue Versionen auf dem Originalrhythmus gespielt von Legenden wie Horace Andy, Big Youth, Dillinger, Prince Jazzbo, Luciano, Freddie McGregor, Gregory Isaacs, Max Romeo, Mykal Rose, Dean Fraser, Sugar Minott und U-Roy.

## Diskographie (Alben)
- Heart of the Congos (1977) Black Ark
- Congo Ashanti (1979) Congo Ashanty/CBS
- Image of Africa (1979) Congo Ashanty/Epic/CBS
- Face The Music (1981) Go Feet
- Best Of Congos vol. 1 (1983) Tafari
- Natty Dread Rise Again (1997) RAS
- Revival (1998) VP
- Live at Maritime Hall: San Francisco (2000) 2B1
- Lion Treasure (2001) JDC/M10
- Give Them the Rights (2005) Young Tree
- Fisherman Style (2006) Blood and Fire
- Cock Mouth Kill Cock (2006) Explorer Music, auch als Feast (2006) Kingston Sounds herausgegeben
- Swinging Bridge (2006) Mediacom/Nocturne
- Heart Of The Congos (2008) VP (Wiederauflage)